# Plötzkau
Plötzkau – gmina w środkowych Niemczech, w kraju związkowym Saksonia-Anhalt, w powiecie Salzland, wchodzi w skład gminy związkowej Saale-Wipper.

## Toponimia
Nazwa pochodzenia słowiańskiego, z łuż. plot „płot”.

## Geografia
Plötzkau leży na równinie lessowej Magdeburger Börde, nad rzeką Soławą, ok. 30 km na północny zachód od Halle (Saale).

## Dzielnice
W skład gminy wchodzą dwie dzielnice:
- Bründel
- Groß Wirschleben

## Historia
Pierwsze wzmianki o Plötzkau pochodzą z 1049. Miejscowość była siedzibą księstwa Anhalt-Plötzkau, linii bocznej Anhaltów.

## Polityka
Wójtem od 1 marca 2008 jest Peter Rosenhagen.

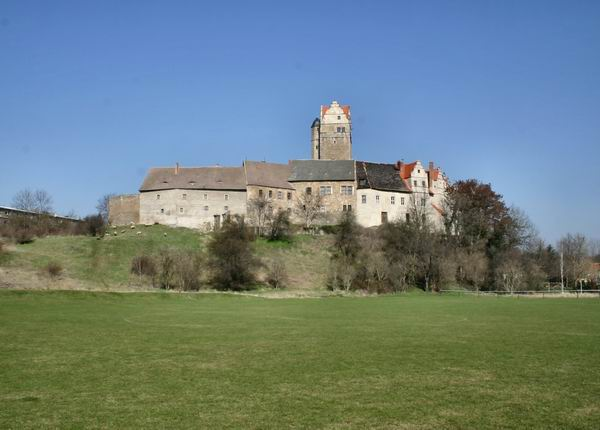
Zamek Plötzkau

## Zabytki i atrakcje
- zamek Plötzkau wybudowany w latach 1566–1573 w stylu renesansowym
- Pflaumenkuchenmarkt jarmark odbywający się co roku w drugi weekend września

## Komunikacja
Na zachód od miejscowości przebiega autostrada A14, na terenie gminy znajduje się zjazd (nr 11). W niedalekim otoczeniu gminy zlokalizowano drogę krajową B6, B71 i B185.